# Gelasma commixta
Gelasma commixta är en fjärilsart som beskrevs av W. Warren 1906. Gelasma commixta ingår i släktet Gelasma och familjen mätare. Inga underarter finns listade i Catalogue of Life.